# Myospila
Myospila är ett släkte av tvåvingar. Myospila ingår i familjen husflugor.

## Bildgalleri

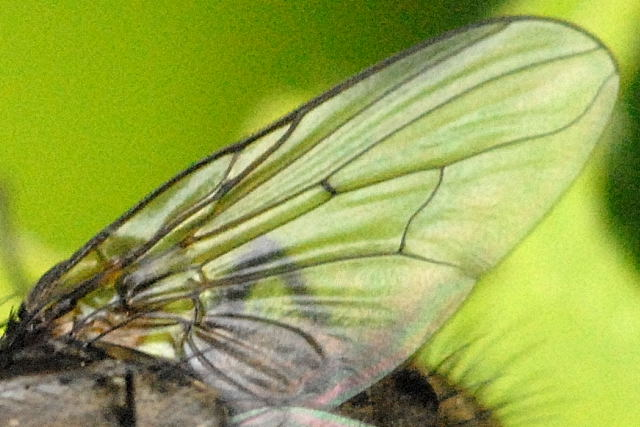

## Dottertaxa tillMyospila, i alfabetisk ordning[1][2]
- Myospila aberrans
- Myospila alpina
- Myospila angustifrons
- Myospila argentata
- Myospila armata
- Myospila ateripraefemura
- Myospila aureorufa
- Myospila bekilyana
- Myospila bicoloripes
- Myospila bimaculata
- Myospila borneoensis
- Myospila bruma
- Myospila brunettiana
- Myospila brunnefemorata
- Myospila canoapicata
- Myospila capensis
- Myospila changzhenga
- Myospila cincta
- Myospila compressipalpis
- Myospila coxata
- Myospila cuthberstoni
- Myospila cyanea
- Myospila dissimilis
- Myospila dolosa
- Myospila dubia
- Myospila effeminata
- Myospila elongata
- Myospila emeishanensis
- Myospila femorata
- Myospila flavibasis
- Myospila flavicans
- Myospila flavicauda
- Myospila flavihumera
- Myospila flavihumeroides
- Myospila flavipedis
- Myospila flavipennis
- Myospila floresana
- Myospila fluminensis
- Myospila frigora
- Myospila frigoroida
- Myospila fulviventris
- Myospila fumidala
- Myospila fuscicoxa
- Myospila gagnei
- Myospila graminicola
- Myospila grisea
- Myospila kangdingica
- Myospila laevis
- Myospila lasiophthalma
- Myospila latifrons
- Myospila lauta
- Myospila lautoides
- Myospila laveis
- Myospila leechi
- Myospila lenticeps
- Myospila lindbergi
- Myospila maculiseta
- Myospila maculiventris
- Myospila magnatra
- Myospila matogrossensis
- Myospila meditabunda
- Myospila melsetter
- Myospila mingshanana
- Myospila morosa
- Myospila nigra
- Myospila notonuda
- Myospila notoseta
- Myospila novaebritanniae
- Myospila novaehebudae
- Myospila nudisterna
- Myospila obsoleta
- Myospila otanesi
- Myospila pallidibasis
- Myospila pallidicornis
- Myospila papuensis
- Myospila paradoxalis
- Myospila piliungulis
- Myospila polita
- Myospila propinqua
- Myospila prosternalis
- Myospila pseudoelongata
- Myospila pseudopudica
- Myospila pudica
- Myospila ruficollis
- Myospila rufitarsis
- Myospila rufomarginata
- Myospila semidiaphana
- Myospila setinervis
- Myospila setipennis
- Myospila setosissima
- Myospila setulinervis
- Myospila siamensis
- Myospila solennis
- Myospila sordida
- Myospila sparsiseta
- Myospila squalens
- Myospila steini
- Myospila subbruma
- Myospila sumatrensis
- Myospila superba
- Myospila tenax
- Myospila toxopei
- Myospila trinotata
- Myospila trochanterata
- Myospila vernata
- Myospila xanthisma